# مودلیبوژتسه (استان اشوی‌داشکسیه)
مودلیبوژتسه (به لهستانی: Modliborzyce) یک منطقهٔ مسکونی در لهستان است که در گمینا باتشکوویتسه واقع شده‌است. مودلیبوژتسه ۴۳۰ نفر جمعیت دارد.